# Benátská noc
Benátská noc je český hudební festival s dlouholetou tradicí. Od roku 1993 zde vystupovali mj. Karel Gott, Anthrax, Die Happy s Martou Jandovou, The Gathering, Edguy, Black Majesty, Suzi Quatro, Scorpions, Lordi, Gary More, Clawfinger, Dream Theater, HIM, Kiss Forever Band, ACCA DACCA, Helloween, Village Peopla. Akce konaná v severních Čechách (konkrétně ve sportovním areálu Vesec) si vysloužila přezdívku nejkrásnější český festival. V posledních letech je festival popisován i jako rodinný festival, protože se zde scházejí všechny věkové kategorie fanoušků, a to včetně rodin s dětmi, pro které byl založen tábor patřící k areálu.

## Historie festivalu
První ročník se uskutečnil v roce 1993, na Žluté plovárně na Malé Skále v Českém ráji. Na jednom pódiu se představili např. Kamil Střihavka, Katapult. Postupem času se festival rozrůstal. Následující ročníky se konaly na plovárně, čtvrtý již proběhl na loukách v Pojizeří.
1993

První festival se uskutečnil v roce 1993 na Žluté plovárně v údolí obce Malá Skála v Českém Ráji.

1994 – 29.7. – 31.7.

Účinkující: Noví farmáři a náhoda, Benedikt, Jarett, Katapult, Lady Jane, Těla, Chinaski.

1995 – 29.7. – 31.7.

Účinkující: (doplnit)

1996 – 26.7. – 28.7.

Účinkující: Kabát, Torr, Please don't care, Dorotha B.B., Arakain, Vilém Čok, Těla, Pusa, Some like it not (Holandsko), Buty, Burma Jones, Chinaski, Dítě v prášku, T.M.A.

1997 – 25.7. – 27.7.

Účinkující: Katapult, Olympic, Arakain, Chinaski, Tichá dohoda, Vilém Čok, Kamil Střihavka, Těla, Solomon Bob, Sto zvířat, Sluníčko, Ice Party, Pusa, L. Pešák, J. Feriová

1998 – 24.7. – 26.7.

Účinkující: Kabát, Arakain, Žlutý pes, Chinaski, Ivan Hlas, Kamil Střihavka, J.A.R., Těla, Laura a její tygři, Cirkus Praha, Mňága a Žďorp, Vltava, Anna K., Vitacit, Krucipüsk, Žáha, The Česnek & Mike Ballard, Pusa, Sasquatch, Butche Wife, Ivo Pešák, Tibet, The Crow

1999 – 30.7. – 1.8.

Účinkující: Tři sestry, Simoriah, Credence Clearwater Revived, Žlutý pes, Kamil Střihavka, Katapult, Mňága a Žďorp, Laura, České srdce, Chinaski, A.S.P.M, Žáha, The Česnek

2000 – 28.7. – 30.7.

Účinkující: Kabát, Arakain, Walk Choc Ice, Divokej Bill, Kamil Střihavka, Žlutý pes, Těla, Ivan Hlas, Děda Mládek, L. Dusilová

2001 – 27.7. – 29.7.

Účinkující: Kabát, Žlutý pes, Tři sestry, Tony Ducháček & Garage, Lety mimo, Krucipüsk, Divokej Bill, Precedens, Hush, Těla, Gang ala Basta, Krausberry, Wohnout, Rebels, Děda Mládek a Illegal band, Ivan Hlas, Lenka Dusilová, Mňága a Žďorp

2002 – 26.7. – 28.7.

Účinkující: Punk Floid, Agonie, Flattus, Walking, Fish, Dolores, Robson, Česká paní, King Zero, Kurtyzány z 25. Avenue, Divokej Bill, Törr, Debustrol, Krabathor, Alkehol, Krucipüsk, Jade Wah’oo, Damage, INC, Potřeba činnosti, Wo.Co.De., Lety mimo, Harlej, Ancient Mariners, Tři sestry, Doga, a další.

2003 – 25.7. – 27.7.

Účinkující: Čechomor, Support Lesbiens, Kabát, Chinaski, J.A.R., Ready Kirken, Arakain, Horkýže Slíže, a další.

2004 – 30.7. ţ 1.8.

Účinkující: Anthrax (USA), Evergray (SWE), No Name (SK), Pražský výběr, Katapult, Škwor, Mig 21, Horkýže Slíže, Polemic, Vidiek, a další.

2005 – 29.7. – 31.7.

Účinkující: Kabát, In Extremo, Čechomor, Boban Markovič, Orkestar, Chinaski, Aneta Langerová, V. Mišík & ETC, a další

2006 – 28.7. – 30.7.

Účinkující: Scorpions, Krucipüsk, Arakain, Škwor, Plexis, Egotrip, Brutus, Petr Kolář, a další.

2007 – 27.7. – 29.7.

Účinkující: Edguy (D), The Gathering (NL), Tři Sestry, Divokej Bill, Kabát, Suzi Quatro (USA), The 69 Eys (FIN), Gaia Mesiah, Kryštof, a další.

2008 – 25.7. – 27.7.

Účinkující: Lordi (FIN), Die Happy (D), Peha, Divokej Bill, Doga, Waltari (FIN), Kim Wilde (UK), a další.

2009 – 25.7. – 27.7.

Účinkující: Guano Apes (D), Tarja Turunen (FIN), Midge Ure (UK),Paradise Lost (UK), Epica (NL), a další.

2010 – 30.7. – 1.8.

Účinkující: Kabát, Gary Moore (UK), Stratovarius (FIN), Fiction Plane (UK), Rebelstar (NL), Slade (UK), Destine (NL), Richard Müller (SK), a další

2011 – 19. ročník, 29.7. – 31.7.

Účinkující: Clawfinger /SWE/, Dream Theater /USA/, In Extremo /D/, Kiss Forewer Band /HU/, Lacuna Coil /IT/, Scooter /D/, U.D.O. /D/, Desmod /SK/, Iné kafé /SK/, Katarína Knechtová /SK/, Peter Cmorík /SK/, Popcorn Drama /SK/, Ska2tonics /SK/ a další. Na festivalu se podílely společnosti  Gambrinus, Evropa 2 a další.

2012 – 20. ročník, 27.7. – 29.7., poprvé ve Vesci u Liberce

Účinkující: Bryan Adams, Daniel Landa, Kabát, Jaromír Nohavica, Turbo, Chinaski, Petr Kolář, Waldagang, Tomáš Klus, Anna K., Václav Neckář + Bacily a mnoho dalších

2013 – 21. ročník, 26.7. – .28.7.

Účinkující: Nightwish /FIN/, Sabaton /SWE/, Sunrise Avenue /FIN/, James /UK/, N.O.H.A. /D/, Katarína Knechtová /SK/, David Koller, Alkehol, Harlej, Marek Ztracený, Aneta Langerová, David Deyl, Marta Kubišová, Věra Špinarová, Pražský výběr, Pipes and Pints a další.
2014 – 22. ročník, 25.7. – .27.7.
Vystoupili: HIM /FIN/, Palo Habera&Team /SK/, Ivan Král, Horkýže Slíže /SK/, Anna K., Čechomor, Chinaski, Mandrage, Škwor, Visací Zámek a další.
2015 – 23. ročník, 23.7. – .26.7.
Vystoupili: HELLOWEEN /DE/, Village People /US/, Arakain, Chinaski, Alkehol, Walda gang a další

## Tradice
Pořadatelé Benátské noci se snaží zachovat u festivalu jeho stálou tvář. Koná se vždy poslední víkend v červenci, prvních 19 ročníků byl na loukách v údolí Jizery na Malé Skále, od 20. ročníku se přestěhoval do Vesce u Liberce. Další tradicí je rockový pátek, popová sobota a pop-folková neděle. V prvních ročnících u festivalu probíhaly tradiční neckyády a fotbalový zápas místního celku s 1. FC Spark.